# PSSD
Post SSRI sexual dysfunction, PSSD – zbiór jatrogennych dysfunkcji seksualnych spowodowanych bezpośrednio uprzednim przyjmowaniem selektywnych inhibitorów wychwytu zwrotnego serotoniny (SSRI). Choć pozornie rzadkie, mogą trwać przez miesiące lub lata po odstawieniu SSRI. Może reprezentować określony podtyp zespołu odstawiennego SSRI. Ten stan nie został ugruntowany ani zbadany w dziedzinie medycyny.

## Epidemiologia
Zapadalność na PSSD nie została ustalona, ale pojawiły się w publikacjach wezwania do przeprowadzenia badań epidemiologicznych.

## Objawy
Po terapii mogą pozostawać lub pojawić się następujące objawy:
- obniżenie lub brak libido
- trudności w inicjowaniu oraz utrzymaniu erekcji
- obniżenie bądź brak przyjemności ze stosunku (anhedonia)
- zmniejszona wrażliwość penisa, moszny, pochwy lub łechtaczki
- osłabiony bądź opóźniony orgazm lub jego brak (anorgazmia)
- impotencja lub ilościowe zmniejszenie wydzieliny z pochwy
- przedwczesny wytrysk
- zmniejszona objętość nasienia (aspermia)
- utrata lub zmniejszona reakcja na bodźce seksualne[4]

## Leki które mogą odwracać wybrane dysfunkcje
- bupropion (hipolibidemia/alibidemia)
- cyproheptadyna (anorgasmia)
- mianseryna (hipolibidemia, aspermia, zaburzenia erekcji, genitalna anestezja)
- trazodon
- wyciąg z miłorzębu dwuklapowego (Ginkgo biloba)